# Ingrid Eberle
Ingrid Eberle, po mężu Trappel (ur. 3 czerwca 1957 w Dornbirn) – austriacka narciarka alpejska, brązowa medalistka mistrzostw świata.

## Kariera
Pierwsze punkty w zawodach Pucharu Świata wywalczyła 10 lutego 1973 roku w Sankt Moritz, zajmując szóste miejsce w zjeździe. Na podium zawodów pucharowych po raz pierwszy stanęła 24 marca 1977 roku w Sierra Nevada, gdzie rywalizację w gigancie ukończyła na drugiej pozycji. W zawodach tych rozdzieliła Lise-Marie Morerod ze Szwajcarii oraz Ursulę Konzett z Liechtensteinu. W kolejnych startach jeszcze jeden raz znalazła się w czołowej trójce: 16 stycznia 1980 roku w Arosa, gdzie była trzecia w kombinacji. Uplasowała się tam za Austriaczką Annemarie Moser-Pröll i Hanni Wenzel z Liechtensteinu. Najlepsze wyniki osiągnęła w sezonie 1979/1980, kiedy zajęła szesnaste miejsce w klasyfikacji generalnej i dziewiąte w klasyfikacji kombinacji.
Jej największym sukcesem jest brązowy medal w kombinacji wywalczony podczas mistrzostw świata w Lake Placid w 1980 roku (rozgrywanych w ramach Zimowych Igrzysk Olimpijskich 1980). Wyprzedziły ją tam tylko Hanni Wenzel i Cindy Nelson z USA. W konkurencjach olimpijskich najlepszy wynik osiągnęła w zjeździe, który kończyła na szóstej pozycji. Był to jej jedyny medal wywalczony na międzynarodowej imprezie tej rangi. Była też trzynasta w slalomie na rozgrywanych dwa lata później mistrzostwach świata w Schladming.

## Osiągnięcia

### Igrzyska olimpijskie
| Miejsce | Dzień     | Rok  | Miejscowość | Konkurencja | Czas biegu | Strata | Zwyciężczyni          |
| ------- | --------- | ---- | ----------- | ----------- | ---------- | ------ | --------------------- |
| 6.      | 17 lutego | 1980 | Lake Placid | Zjazd       | 1:37,52    | +2,11  | Annemarie Moser-Pröll |
| 14.     | 21 lutego | 1980 | Lake Placid | Gigant      | 2:41,66    | +5,76  | Hanni Wenzel          |
| 13.     | 23 lutego | 1980 | Lake Placid | Slalom      | 1:25,09    | +6,62  | Hanni Wenzel          |

### Mistrzostwa świata
| Miejsce | Dzień       | Rok  | Miejscowość | Konkurencja | Czas biegu | Strata     | Zwyciężczyni          |
| ------- | ----------- | ---- | ----------- | ----------- | ---------- | ---------- | --------------------- |
| 6.      | 17 lutego   | 1980 | Lake Placid | Zjazd       | 1:37,52    | +2,11      | Annemarie Moser-Pröll |
| 14.     | 21 lutego   | 1980 | Lake Placid | Gigant      | 2:41,66    | +5,76      | Hanni Wenzel          |
| 13.     | 23 lutego   | 1980 | Lake Placid | Slalom      | 1:25,09    | +6,62      | Hanni Wenzel          |
| 3.      | 23 lutego   | 1980 | Lake Placid | Kombinacja  | 5,57 pkt   | +96,83 pkt | Hanni Wenzel          |
| DNF     | 31 stycznia | 1982 | Schladming  | Kombinacja  | 8,99 pkt   | -          | Erika Hess            |
| 13.     | 6 lutego    | 1982 | Schladming  | Slalom      | 1:41,60    | +4,23      | Erika Hess            |

### Puchar Świata

#### Miejsca w klasyfikacji generalnej
- sezon 1972/1973: 34.
- sezon 1973/1974: 34.
- sezon 1975/1976: 43.
- sezon 1976/1977: 24.
- sezon 1977/1978: 17.
- sezon 1979/1980: 16.
- sezon 1980/1981: 41.
- sezon 1981/1982: 20.

#### Miejsca na podium
1. Sierra Nevada – 24 marca 1977 (gigant) – 2. miejsce
2. Arosa – 16 stycznia 1980 (kombinacja) – 3. miejsce